# Trolejbusová doprava v Poti
V Poti, menším gruzínském městě, byla do roku 2004 v provozu trolejbusová doprava.
První trolejbusy se v Poti rozjely 9. května 1981, šlo tedy o jeden z nejmladších trolejbusových provozů v zemi. Největší délky dosáhla síť v roce o deset let později (1991), kdy byly v provozu dvě linky o celkové délce 18 km; provoz na nich zajišťovalo 12 trolejbusových vozidel. Na konci 20. století, v roce 1999, obsluhovaly tyto dvě linky již pouze dva vozy. V roce 2002 už byla provozní pouze jediná linka mezi centrálním parkem, vozovnou a osadou u Černého moře, jejíž provoz byl zastaven v prosinci 2004.
Kromě vozidel ruské výroby ZiU-9 byly do Poti dodány i dva trolejbusy z československého podniku Škoda Ostrov. Konkrétně šlo o dva vozy Škoda 14Tr, které byly dovezeny ve druhé polovině 80. let 20. století. Během 90. let ale byl zakoupen i minimálně jeden trolejbus Škoda 9Tr, původně provozovaný snad v jiném gruzínském městě. Na počátku 21. století byl vozový park kompletně vyměněn: provozní československé vozy 14Tr a 9Tr (po jednom kuse) byly nahrazeny třemi, původem athénskými trolejbusy ZiU-682 ruské výroby.